# Transeamus usque Bethlehem
Transeamus usque Bethlehem ("Andiamo a Betlemme") è un tradizionale canto natalizio  in lingua latina, originario della Slesia e composto forse intorno alla prima metà del XVIII secolo da un autore rimasto anonimo.
Per lungo tempo, fu tuttavia attribuito al cappellano Joseph Ignaz Schnabel (1767 – 1831), a cui probabilmente si deve invece esclusivamente l'arrangiamento comunemente in uso.
Si tratta di un canto concepito per un coro a quattro (o a tre) voci, formato da due uomini e da due donne, che intonano rispettivamente la prima strofa nel ruolo dei pastori e la seconda strofa nel ruolo degli angeli. Il coro dovrebbe essere accompagnato da un'orchestra composta da un organo, 8 strumenti a fiato e 5 strumenti ad arco.
Il brano  è piuttosto popolare in Germania (dove è stato diffuso, al termine della seconda guerra mondiale dall'ultimo cappellano tedesco del duomo  di Breslavia, Paul Blaschke) e nei Paesi Bassi (dove viene mandato in onda per radio tutti gli anni alla Vigilia di Natale).

## Teorie sulle origini
Si sa per certo che il brano – nella versione arrangiata da Joseph Ignaz Schnabel – era noto a Breslavia, un tempo territorio tedesco, ora in Polonia e che da lì venne diffuso – al termine della seconda guerra mondiale – nell'attuale Germania da Paul Blaschke, l'ultimo cappellano tedesco del duomo della città. È lo stesso Blaschke, tra gli altri, a sostenere che il contributo di Joseph Ignaz Schnabel nella composizione del brano sia marginale e si limiti solo all'arrangiamento.
Ragioni di ordine stilistico, come l'assenza di elementi rococò portano a ritenere che le origini del brano risalgano alla prima metà del XVIII secolo.
Si è pensato che la composizione fosse stata collegata alla rappresentazione di un presepio vivente  e che Schnabel possa aver rinvenuto il testo o lo spartito in un monastero della Slesia.
Esiste infine un'altra stesura del brano, rinvenuta intorno alla metà del XIX secolo nel monastero benedettino di Broumov, nella Boemia settentrionale e che differisce sia nel testo, sia dal punto di vista melodico, ritmico, ecc. dalla versione attribuita a Schnabel.

## Testo
Il brano  fa riferimento – come numerose altre canzoni natalizie  ( Les anges dans nos campagnes ,  Hark! The Herald Angels Sing ,  While Shepherds Watched Their Flocks by Night , ecc.) al celebre episodio narrato dal Vangelo di Luca (2,10 – 16) dell'annuncio dato ai pastori dagli angeli della Nascita di Gesù:
Recitativo

 Angelo

Nolite timere: 

ecce enim evangelizo vobis gaudium magnum, quod erit omni populo: 

quia natus est vobis Salvator hodie, qui est Christus Dominus in civitate David.

Et hoc vobis signum: 

Invenietis infantem pannis involutum, et positum in praesepio.

Pastorella

 Basso multiplicato

Transeamus usque Bethlehem

et videamus hoc verbum quod factum est.

Mariam et Joseph et Infantem positum in praesepio.

 Coro

Gloria in excelsis Deo,

et in terra pax hominibus

bonae voluntatis.

 Basso multiplicato

Transeamus, et videamus multitudinem

militiae caelestis laudantium Deum,

Mariam et Joseph et Infantem positum in praesepio.

Transeamus et videamus quod factum est.